# 桑折ジャンクション料金所
桑折ジャンクション料金所（こおりジャンクションりょうきんじょ）は、東北中央自動車道（相馬福島道路）上の伊達桑折ICと桑折JCTの間にある本線料金所である。
東北中央自動車道の相馬ICと伊達桑折ICの間は国土交通省が管轄する無料区間であり、桑折JCTで接続する東北自動車道の料金はこの料金所で収受する。

## 歴史
- 2020年（令和2年）8月2日 : 伊達桑折IC - 桑折JCT間の開通に伴い、供用開始[1]。

## 料金所
- ブース数：4

### 桑折JCT方面
- ブース数：2

2ブースともETC専用および一般またはETC・一般の可変式ブース

### 相馬IC方面
- ブース数：2

2ブースともETC専用および一般またはETC・一般の可変式ブース

## 隣
E13 東北中央自動車道（相馬福島道路）
(6) 伊達桑折IC - (22-1) 桑折JCT料金所 - (22-1) 桑折JCT